# 몽골리언 비프

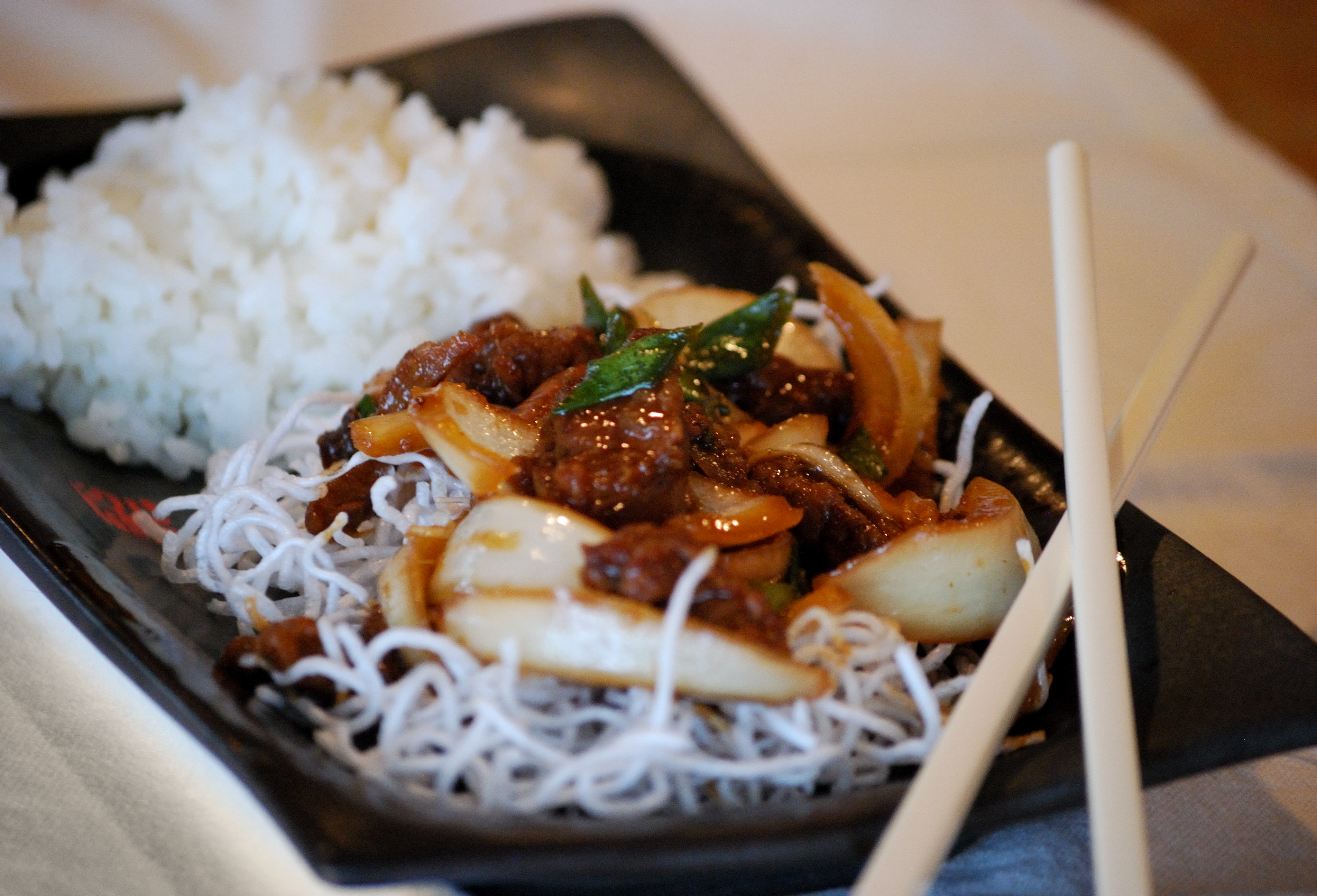

몽골리언 비프(Mongolian beef)는 미국식 중국 요리로, 보통은 양파를 곁들여 썰어낸 쇠고기(보통 플랭크 스테이크)로 구성된다. 이 쇠고기는 파나 혼합 채소와 함께 대접되는 것이 일반적이며 매운 편은 아니다. 요리는 쌀밥 위에 대접되는 경우가 있고 미국에서는 아삭아삭한 볶음당면을 곁들이기도 한다. 미국식 중국 요리 식당의 주요 음식이다. 이름에 몽골이 들어가 있지만 몽골리언 비프는 몽골 요리와 아무런 관련이 없다.
몽골리언 비프는 몽골식 고기구이 식당이 처음 등장한 타이완에서 개발된 고기 요리들 가운데 하나이다. 그러므로 재료나 준비 방식 어느 것도 전통 몽골 요리에서 가져온 것은 아니나 중국 요리에서는 차용한 것이 있다. 한 변형 요리로 쇠고기를 양고기로 바꾼 음식인 몽골리언 램(Mongolian lamb)이 있다.

## 같이 보기
- 대만 요리